# Linda Marlen Runge
Pour les articles homonymes, voir Linda, Marlen et Runge.
Linda Marlen Runge est une actrice allemande née le 11 mars 1986 à Marbourg en Allemagne.

## Biographie
Linda Marlen Runge est surtout connue pour son rôle d'Anni, une jeune femme ouvertement homosexuelle, dans la série Au rythme de la vie (Gute Zeiten, schlechte Zeiten),.

## Filmographie
- 2011 : Swans : la nurse
- 2016-2017 : Der Wedding kommt (série télévisée) : Roxy (6 épisodes)
- 2013-2017 : Au rythme de la vie (Gute Zeiten, schlechte Zeiten) (série télévisée) : Andrea "Anni" Brehme (301 épisodes)